# Jaroslav Andrejs (spisovatel)
Jaroslav Andrejs (11. dubna 1908, Praha – 19. října 2002, Praha) byl první český autor, který komplexně literárně zpracoval příběh atentátu na Heydricha (kniha Za Heydrichem stín, 1947).

## Život
Od roku 1936 pracoval jako novinář. V prvním období své tvorby používal pseudonymy Jan Dreys a Jan Drejs. Již před 2. světovou válkou se uplatnil jako autor literatury pro mládež (Ostrůvek přátelství). Využil i svých zkušeností z cestování po Evropě a afrických arabských zemích, které v mládí navštívil (Uprchlíci z Alžíru). Uplatnil se i jako autor povídek v časopise Hvězda i autor námětu filmu; je uváděn i jako autor rodokapsů (Janáček, Michal: Svět rodokapsu).
Jeho nejúspěšnějším dílem je zpracování tématu atentátu na Heydricha v knize „Za Heydrichem stín“, kterou vydal pod pseudonymem Jan Drejs v Našem vojsku již v roce 1947. Jedná se o první literární zpracování tohoto tématu; i když od té doby byla řada informací výzkumem zrevidována, je kniha dodnes působivá. Zpracování rozšířil v knize „Smrt boha smrti“ v roce 1997. Zemřel ve více než čtyřiadevadesáti letech.

## Dílo
- Za našich mladých let (il. akad malíř Oldřich Cihelka, vydal E. Beaufort, Praha 1943 a 1944);
- Ostrůvek přátelství (pseudonym Jan Dreys; il. Míla Novák, vydal Gustav Petrů, Praha 1943);
- Smoking pro dva (pseudonym Jan Dreys; il. Bohumír Čermák, vydal Gustav Petrů, Praha 1944);
- Tři rytíři z kolotoče (E. Beaufort, Praha 1945);
- Konec lodi Santa Maria (il. Bohumír Čermák, vydal D. Hlaváček, Praha 1946);
- Přechod přes velkou Fatru (Naše vojsko, Praha 1946)
- Příběh Celdy sadaře (Dominik Hlaváček, Praha 1946)
- Směr: Praha! Bojová cesta českoslov. jednotky ze Sovětského svazu do vlasti (spoluautor Julius Sif, Naše vojsko, Praha 1946);
- Nejmladší vojáci (Obálka a il. Květoslav Bubeník, Státní nakladatelství, Praha 1947);
- Za Heydrichem stín (pseudonym Jan Drejs; Naše vojsko, Praha 1947);
- Ostrůvek přátelství (pseudonym Jan Drejs; il. Zdeněk Burian, vydal Dominik Hlaváček, Praha 1948)
- Než nám narostla křídla (il. Jiří Rathouský, Státní nakladatelství dětské knihy, Praha 1956);
- Světlonoš; životní příběh Františka Křižíka (Státní nakladatelství dětské knihy, Praha 1957);
- Chvilka odvahy (Il. Jaroslav Hořánek, Mladá fronta, Praha 1966);
- Minuta smrti (Naše vojsko, Praha 1966);
- Tichý krok strachu (Naše vojsko, Praha 1968);
- Tři cesty k smrti; zánik skupiny ZINC (Mladá fronta, Praha 1968 a TYPO&GRAFIK 1992);
- Cena zlata (Il. Ervín Urban, Mladá fronta, Praha 1973);
- Uprchlíci z Alžíru (Práce, Praha 1978);
- Hlavní výhra nevěsta (Ivo Železný, Praha 1992 a 1993);
- Smrt boha smrti; legendy a skutečnost kolem atentátu na Heydricha (Jota, Brno 1997 a 2008).

## Filmografie
- Námět ke kriminálnímu filmu Zlá noc (1973)